# Tessy-Bocage
Tessy-Bocage é uma comuna francesa na região administrativa da Normandia, no departamento da Mancha. Estende-se por uma área de 34.24 km². Em 2010 a comuna tinha 2 362 habitantes (densidade: 69 hab./km²).
Foi criada em 1 de janeiro de 2016, a partir da fusão das antigas comunas de Fervaches e Tessy-sur-Vire (sede da comuna). Em 1 de janeiro de 2018, a antiga comuna de Pont-Farcy (parte do departamento de Calvados antes de 2018) também foi incorporada.